# Dick de Boer (basketbalcoach)

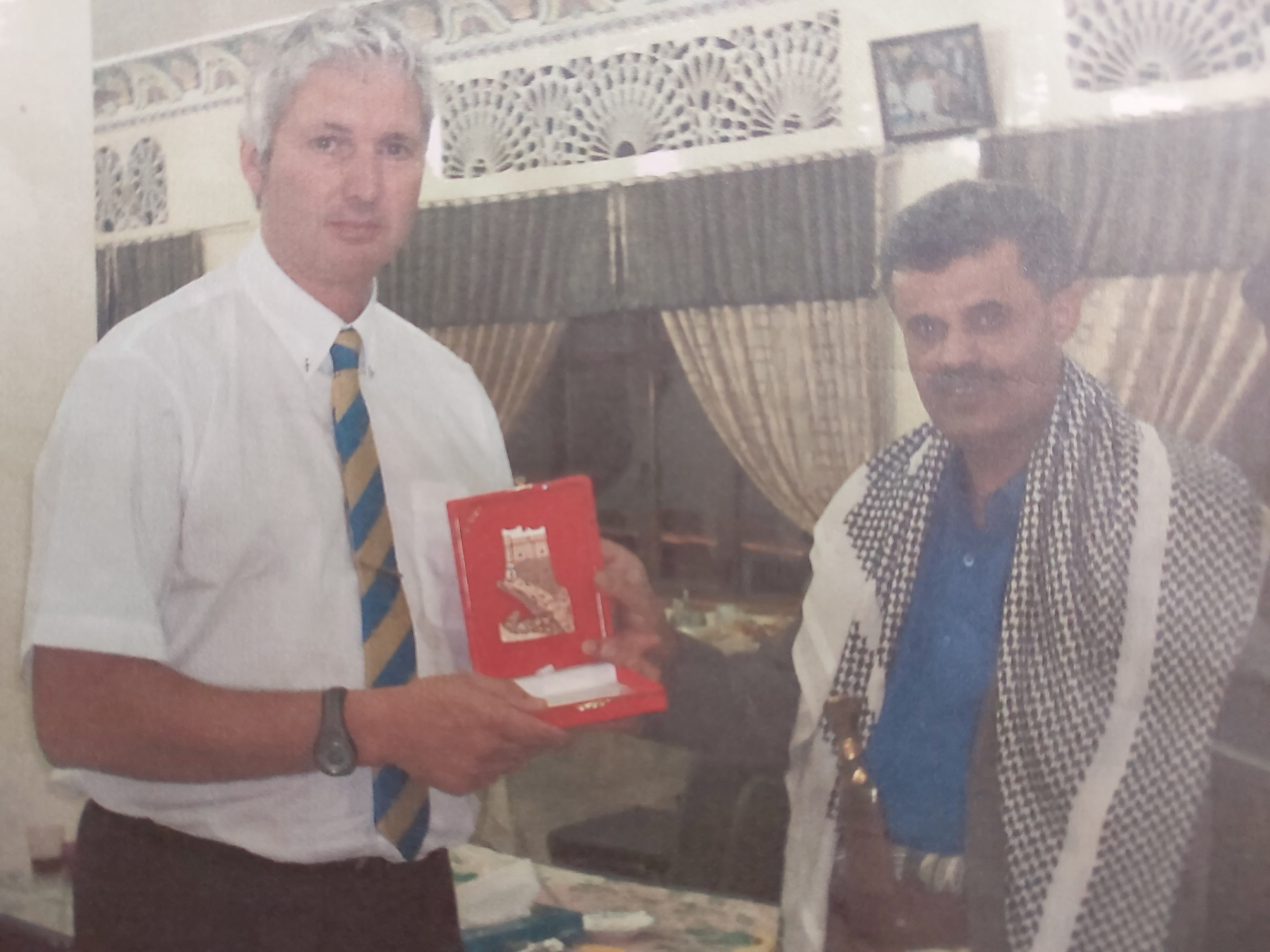
Dick de Boer

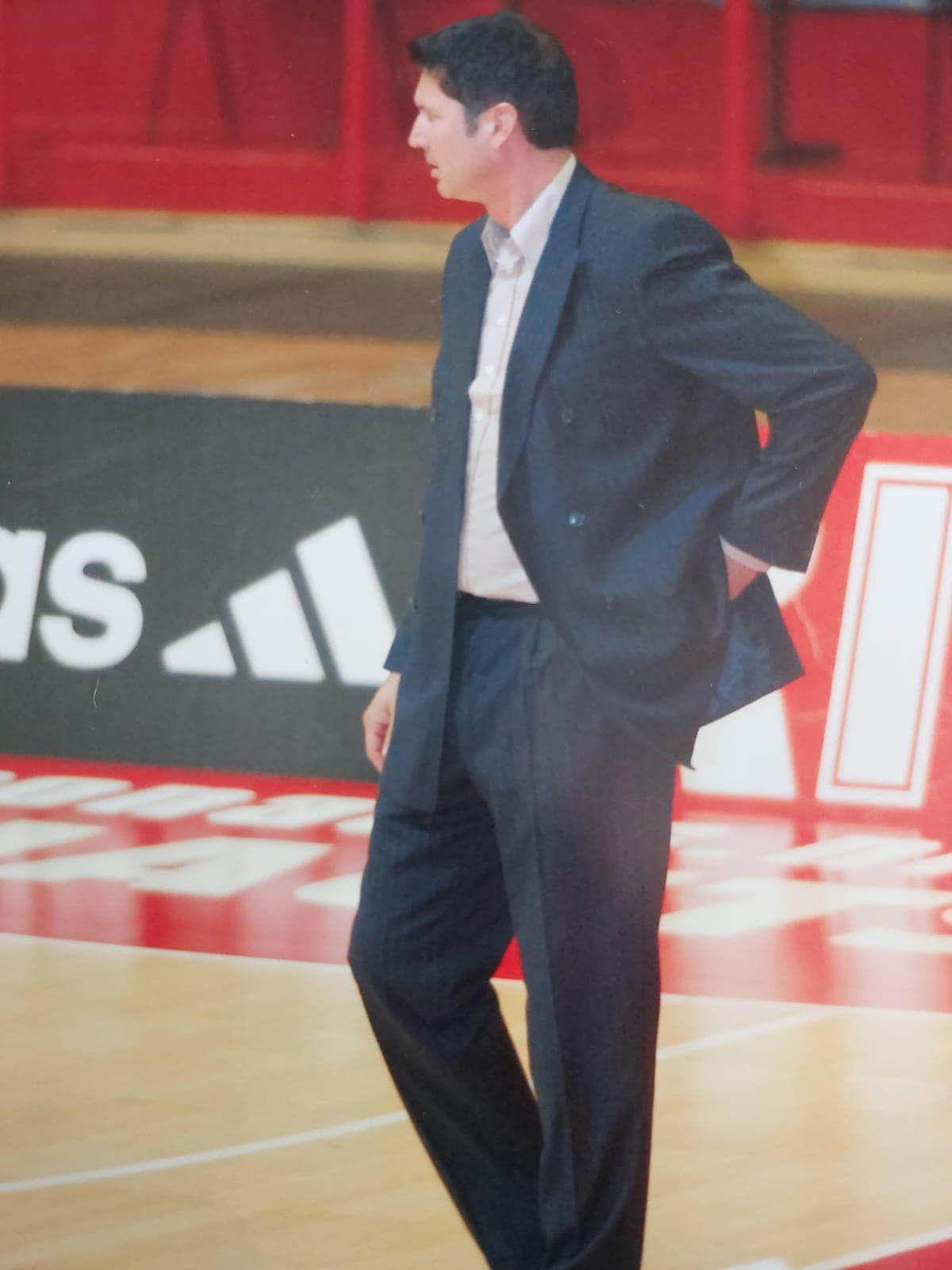
Dick de Boer MPC Donar

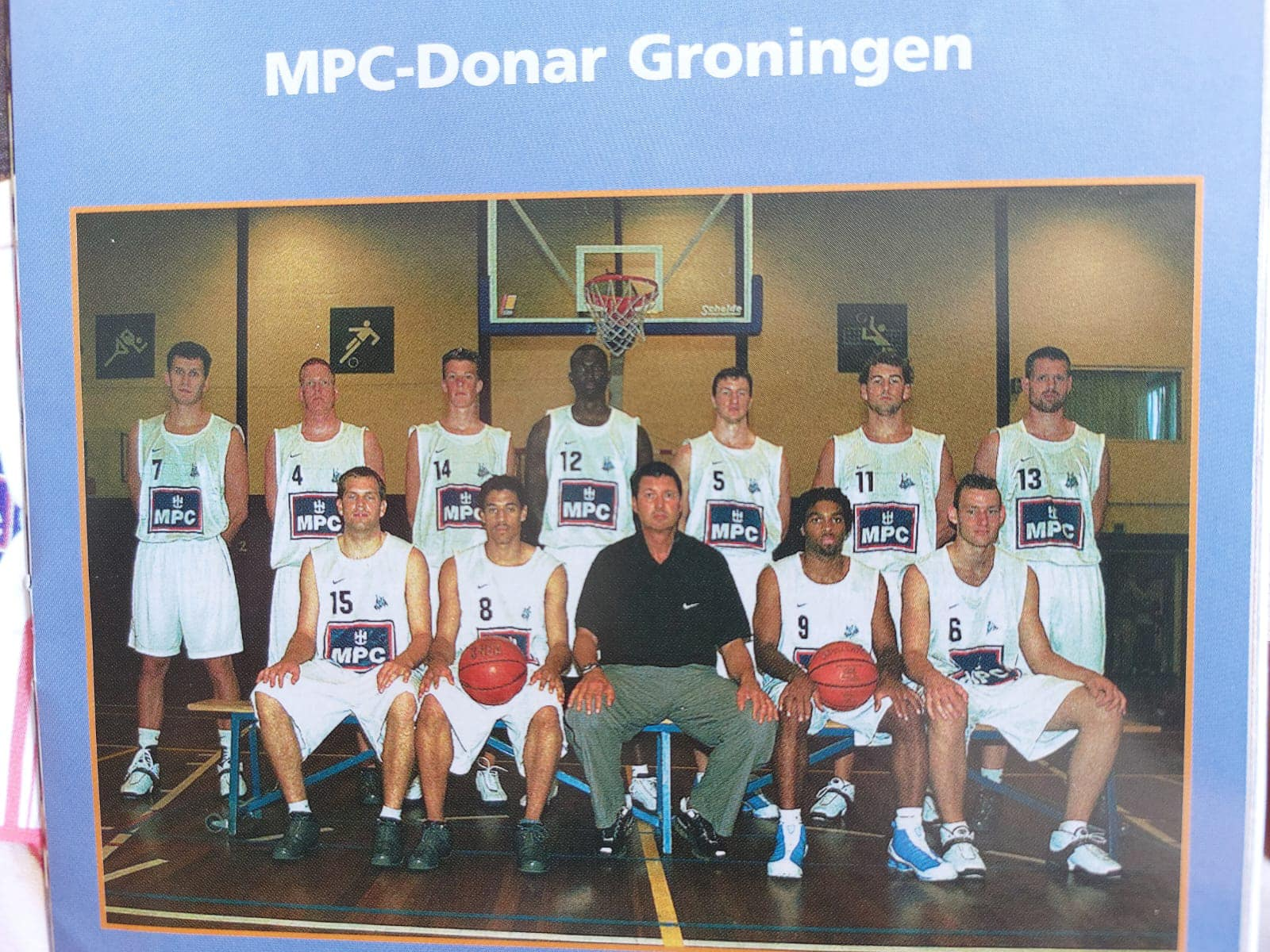
MPC Donar

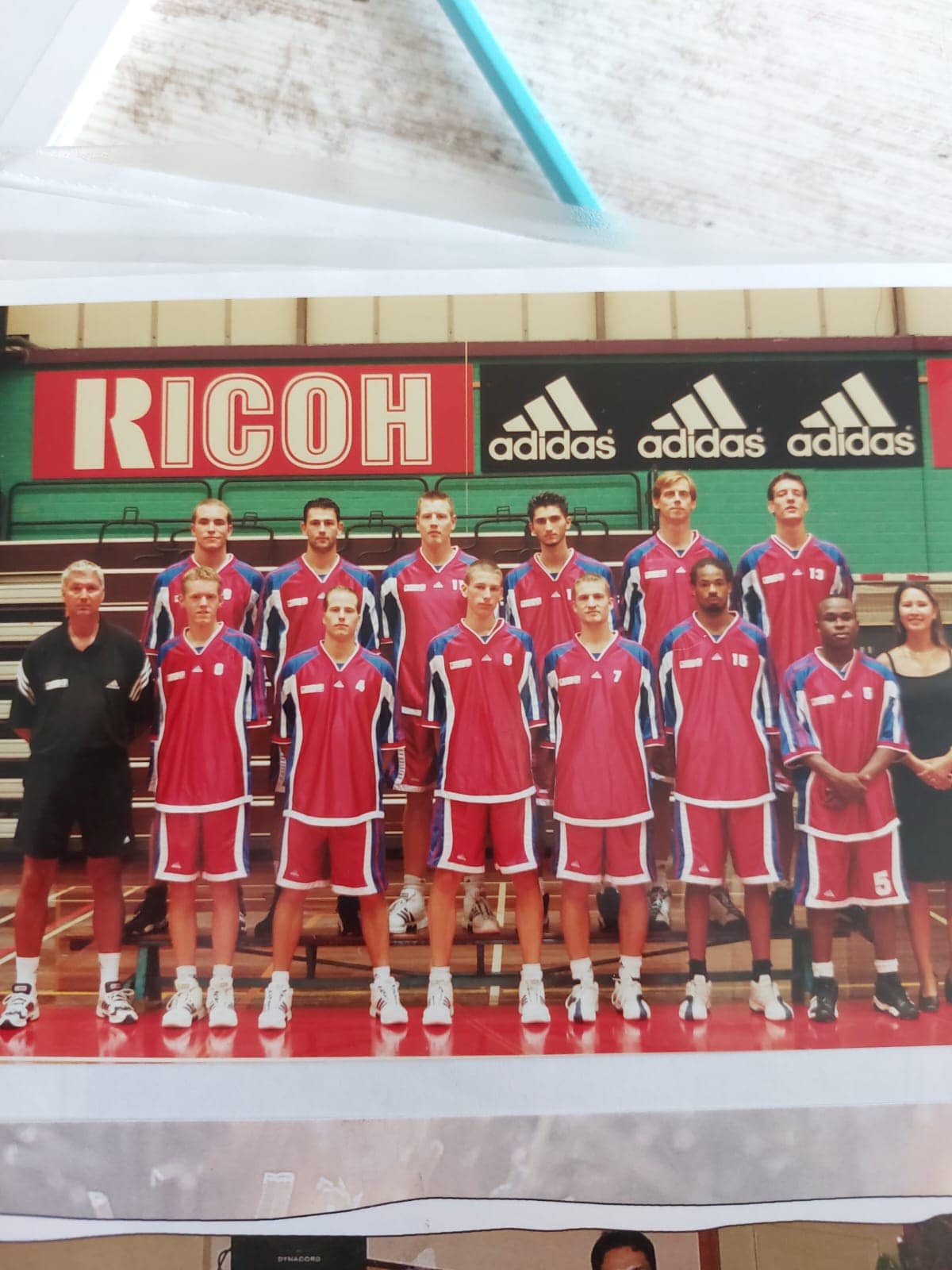
Ricoh Astronauts 2

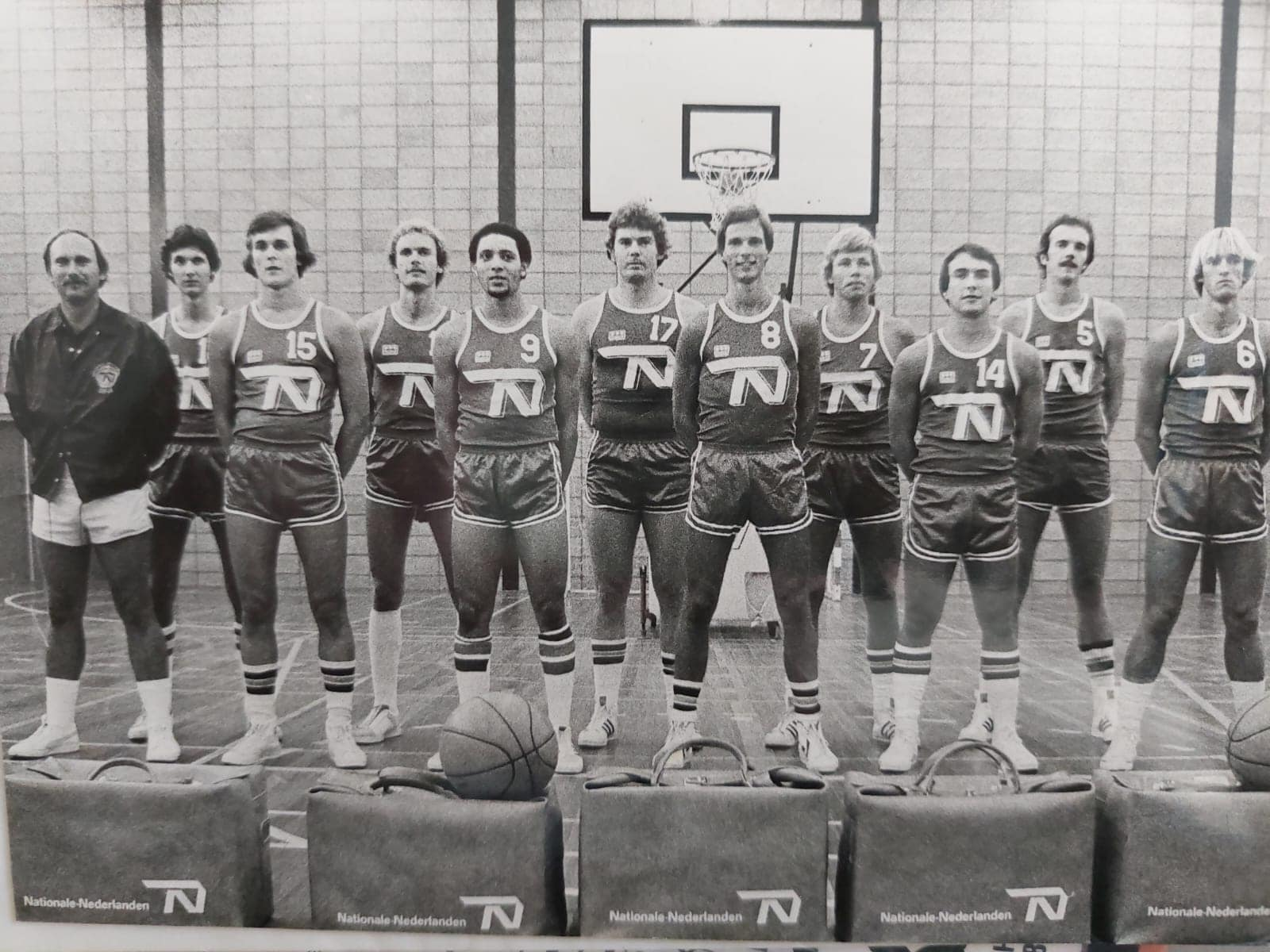
Nationale Nederlander Donar

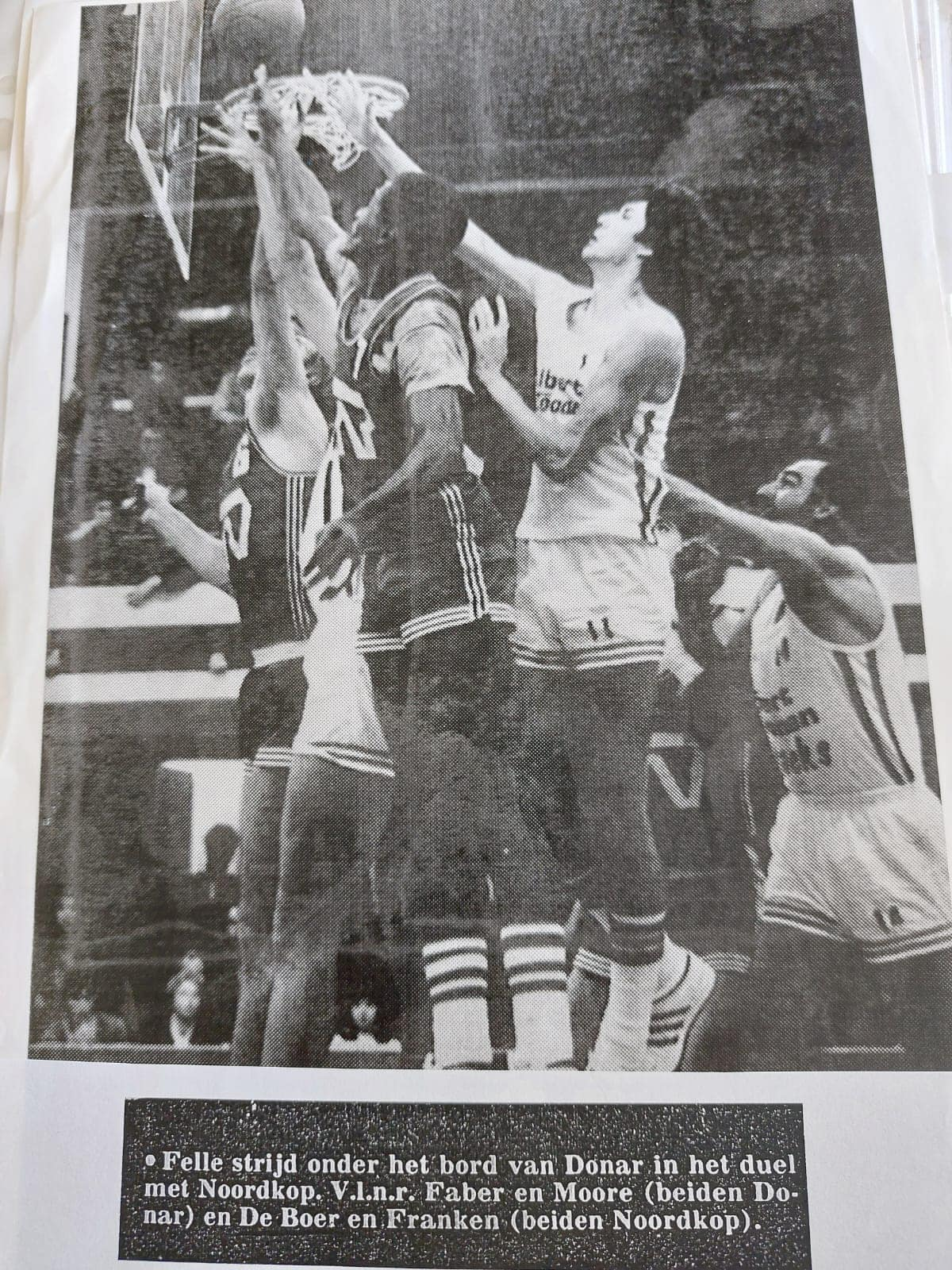
Donar Groningen - Noordkop Den Helder 1982

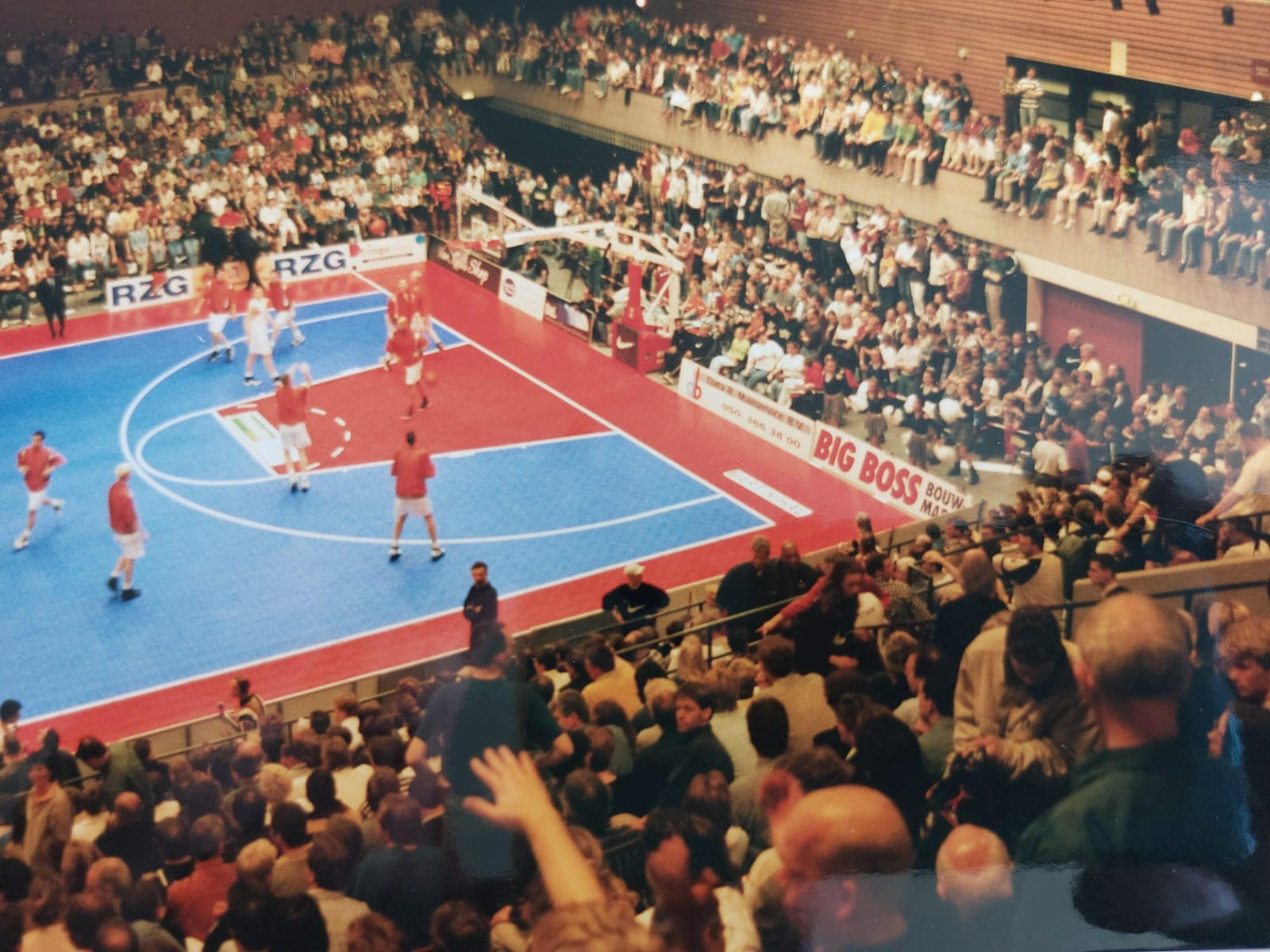
Play Offs Donar Groningen

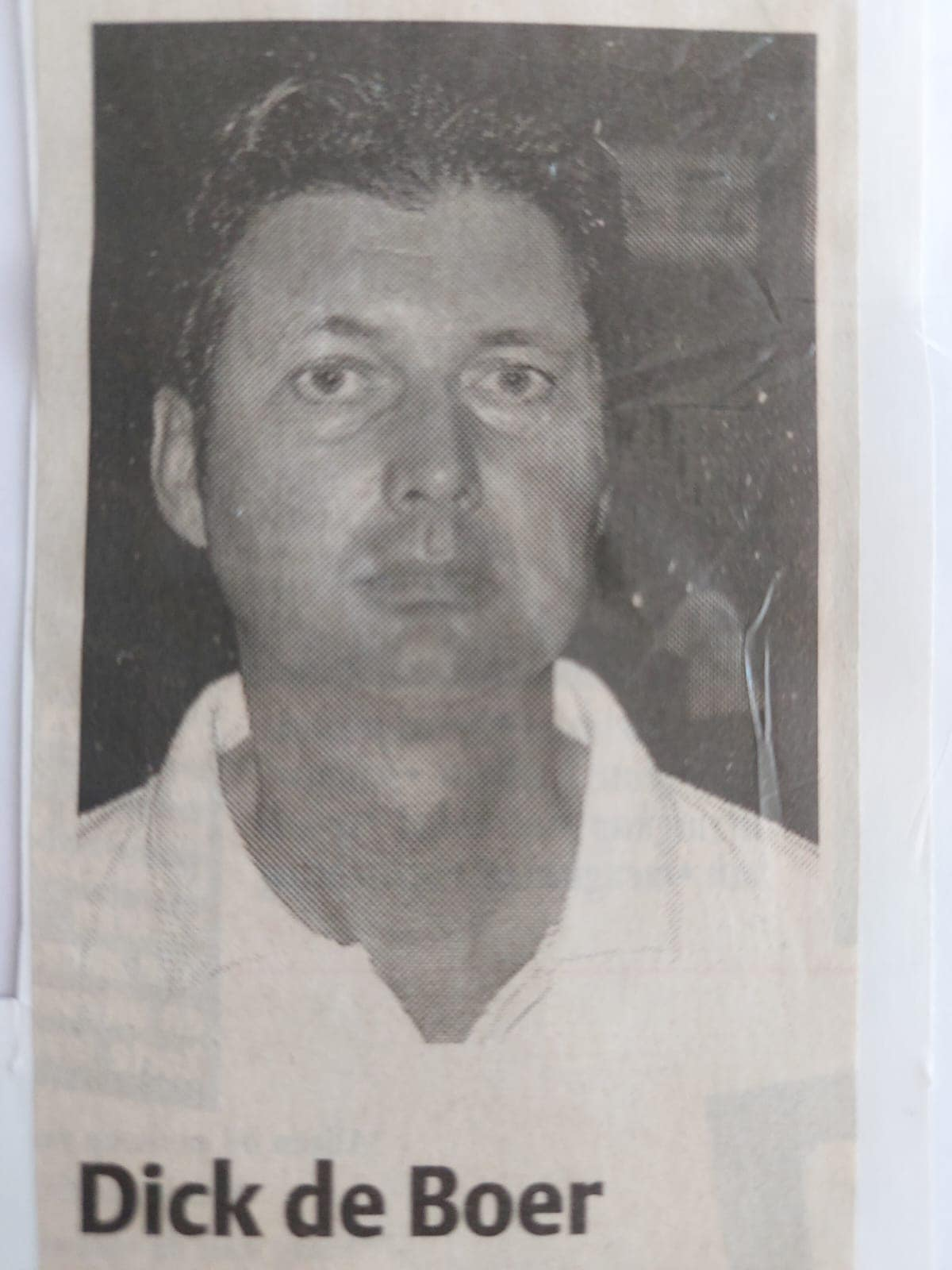
Dick de Boer

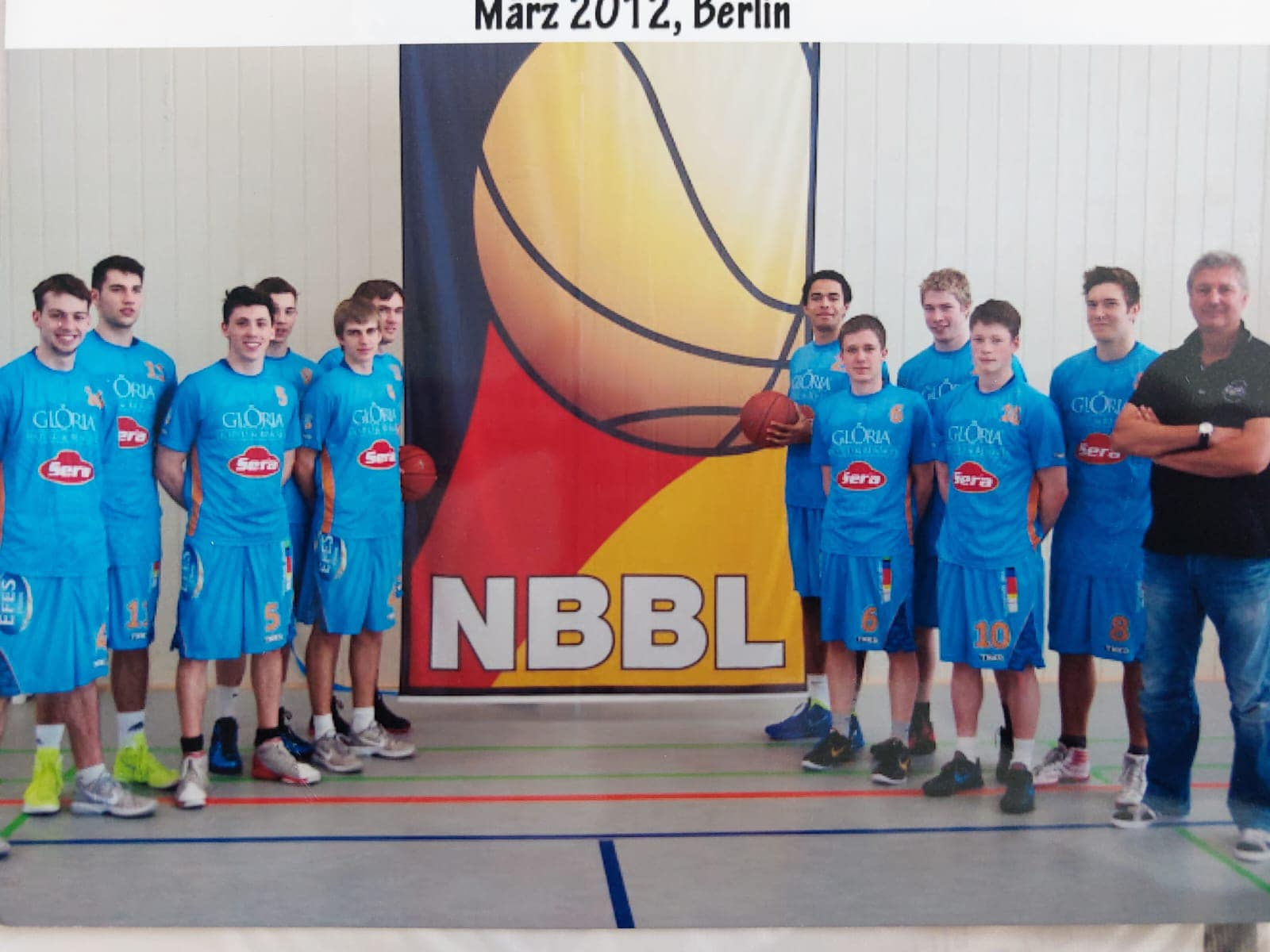
NBBL Duitsland

Dick de Boer (Groningen, 1 april 1959) is een Nederlands basketbalcoach.

## Loopbaan

### Speler
De Boer begon zijn basketbalcarrière in 1973 op veertienjarige leeftijd in Groningen. Hij speelde in de jeugdteams van Olympia, BV Groningen en Donar waar hij te maken kreeg met trainers als Engelbert van Ginkel en Bill Pijl. BV Groningen werd in 1976 Nederlands kampioen junioren met spelers als o.a. Cees Snitjer en Ed Landman. Tevens werd De Boer door coaches Jan Janbroers en Ton Boot geselecteerd voor het Nationaal Juniorenteam waar hij samen speelde met o.a. Ronald Schilp, Jelle Esveld, Herman Keppy, Hans Heideman en Rene Ridderhof. Als senior kwam De Boer uit in de eredivisie voor Donar Groningen, Den Helder met coach Meindert van Veen, en BV Groningen met coach Bill Pijl. In de promotiedivisie speelde hij voor Virtus Werkendam, BV Groningen en Celeritas met coach Rupert Clemens. Langslepende blessures maakten een einde aan zijn spelerscarrière.

### Coach
Zijn loopbaan als coach begon bij de jeugd; hij trainde diverse teams bij de clubs waar hij speelde. In 1994 vroeg coach Toni Ostojic om zijn assistent te worden bij Celeritas/Donar in de promotiedivisie. Een jaar later werd De Boer assistent van hoofdcoach Glenn Pinas bij Donar in de eredivisie. Deze samenwerking duurde tot 1998. Hoogtepunten waren: 1996 kwartfinale play-offs en kwartfinale beker, 1997 finale play-offs en finale beker, 1998 finale play-offs en halve finale beker. Seizoen 1998 ging De Boer op eigen benen staan en tekende een contract bij Orca's Urk in de promotiedivisie. In 1999 werd de Boer hoofdcoach bij Nuva Drenthe die dat jaar gepromoveerd waren. Na dit jaar kreeg hij een contract aangeboden om hoofd opleidingen te worden bij Ricoh Astronauts Amsterdam. Hierbij volgde hij coach Jan Willem Jansen op. Verbonden taken aan deze functie waren: coach van het opleidingsteam U23 uitkomende in de promotiedivisie, hoofdcoach Basketball school Amsterdam, eindverantwoordelijke van alle jeugdteams, het verzorgen van de trainerscursus A op de ALO Amsterdam.
In 2001 werd De Boer hoofdcoach van BC Altena Werkendam. Hij was de opvolger van Toon van Helfteren die bij Den Bosch getekend had. Door financiële problemen konden ze het seizoen niet afmaken en ging in februari de stekker eruit.      Toen kon de Boer Bondscoach worden van Yemen maar na een bezoek van 2 weken zag hij daar vanaf. In 2002 tekende De Boer bij MPC Donar als hoofdcoach. De club maakte een doorstart na een bijna-faillissement en de Boer voelde zich geroepen om de club te helpen.
Na deze periode heeft de Boer van 2003 tot 2006 voor de Nederlandse Basketball Bond gewerkt als docent en examinator voor de trainerslicenties A en B.

### Duitsland
De Boer is ook actief geweest in Duitsland. Van 2008 tot 2011 is hij coach geweest van Grevenbroich U20 NRW liga. Met dit team is hij drie jaren achtereen West Deutsche Meister geworden. In 2011 werd hij coach van Gloria Giants NBBL (Bundesliga U19) in Dusseldorf. Met dit team heeft hij de kwalificatie voor de NBBL bewerkstelligd. Tot op heden is Dick de Boer begeleider en adviseur voor spelers en jonge coaches.
Achievement Player:
Dutch National Team 16/17 years 
Dutch National Team U 20 
Champion of Holland U 20 
Champion 2nd Division Holland 
Semi Finals Play Offs
Awards/Achievements Coach: 

1996 Quarter Finals Play Offs 
1996 Quarter Finals Cup 
1997 Semi Finals Play Offs 
1997 Final Cup 
1998 Final Play Offs 
1998 Semi Finals Cup 
2001 Champion of The Netherlands 14/15 years Amsterdam Selection 
2002 Quarter Finals Cup 
2003 Quarter Finals 
2009 Champion NRW Liga U20 Germany {West Deutsche Meister} 
2010 Champion NRW Liga U20 Germany {West Deutsche Meister} 
2011 Champion Regional Liga U20 Germany {West Deutsche Meister} 
Champion Oberliga U18 Germany 
Qualify NBBL 2011-2012 Germany with Giants Dusseldorf
Fiba Coach Licence: WABC2011024716Cursief gedrukte tekst